# The Habit of Beauty
The Habit of Beauty es una película dramática de 2016 coproducida entre Italia y el Reino Unido. Dirigida por Mirko Pincelli, contó con las actuaciones de Francesca Neri, Vincenzo Amato, Noel Clarke y Nico Mirallegro. Es, hasta la fecha, la última película en la que participó Francesca Neri, quien empezó a sufrir una extraña condición conocida como cistitis intersticial crónica y tuvo que retirarse de los medios.

## Sinopsis
Elena y Ernesto, una pareja de artistas, ven su relación truncada por la trágica muerte de su hijo Carlo. Tres años después del accidente, Ernesto conoce a Ian, un niño muy talentoso que vivió una infancia muy difícil. Más tarde descubre que Ian tiene una enfermedad terminal y desea a toda costa ayudarle a realizar una última exposición fotográfica para que el joven pueda demostrar todo su talento. No teniendo otra alternativa, Ernesto debe recurrir a su exesposa para que le ayude a cumplir su sueño.

## Reparto

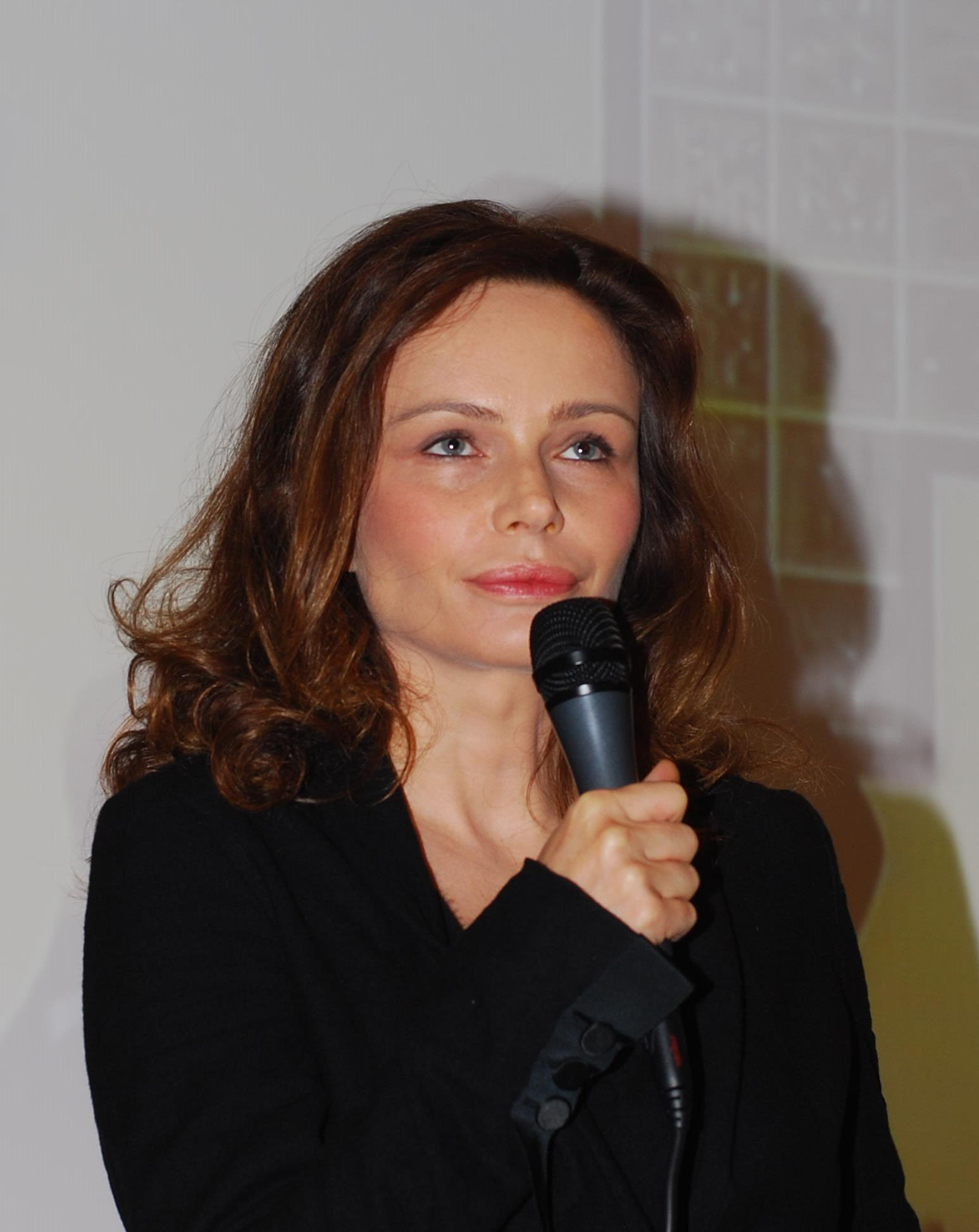
The Habit of Beauty es, hasta la fecha, la última participación en cine de Francesca Neri

- Vincenzo Amato es Ernesto
- Francesca Neri es Elena
- Noel Clarke es Stuart
- Nico Mirallegro es Ian
- Nick Moran es Adam
- Kierston Wareing es Rita
- Elena Cotta es Teresina
- Luca Lionello es Ludovico
- Cosmo Jarvis es Jerónimo